# 1962-es labdarúgó-világbajnokság-selejtező (CCCF/NAFC)
Az 1962-es labdarúgó-világbajnokság selejtezőjének CCCF és NAFC-zónájában összesen 8 nemzet harcolhatta ki a világbajnoki részvételt. Kanada indulását elutasította a FIFA, így végül 7 csapat vett részt a selejtezőkben.

## Lebonyolítás
- Első forduló: a 7 csapatot három csoportba osztották (egy darab 3 és két darab 2 tagúba), amelyben és oda-visszavágós rendszerben, hazai pályán és idegenben és megmérkőztek egymás ellen. A csoportgyőztesek bejutottak a második fordulóba.
- Második forduló: a 3 továbbjutó csapatot egy 3 tagú csoportba osztották, ahol oda-visszavágós rendszerben, hazai pályán és idegenben és megmérkőztek egymás ellen és a csoportgyőztes interkontinentális pótselejtezőt játszott a CONMEBOL-térségből érkező ellenféllel, a győztes pedig kijutott az 1962-es világbajnokságra.

## Résztvevő csapatok
| Zóna                                                                 | Résztvevő                                                         | Visszalépett |
| -------------------------------------------------------------------- | ----------------------------------------------------------------- | ------------ |
| Észak-amerikai Labdarúgó-szövetségek Konföderációja (NAFC)           | - Mexikó - Egyesült Államok                                       | - Kanada     |
| Közép-amerikai és karibi labdarúgó-szövetségek Konföderációja (CCCF) | - Costa Rica - Guatemala - Honduras - Holland Antillák - Suriname |              |

## Első forduló

### 1. csoport
| Hely. | Csapat           | M | Gy | D | V | G+ | G– | Gk | P | Továbbjutás                  |  | Mexikó | Amerikai Egyesült Államok |
| ----- | ---------------- | - | -- | - | - | -- | -- | -- | - | ---------------------------- |  | ------ | ------------------------- |
| 1.    | Mexikó           | 2 | 1  | 1 | 0 | 6  | 3  | +3 | 3 | Bejutott a második fordulóba |  | —      | 3–0                       |
| 2.    | Egyesült Államok | 2 | 0  | 1 | 1 | 3  | 6  | −3 | 1 |                              |  | 3–3    | —                         |

| 1960. november 3. |

| Egyesült Államok                             | 3–3         | Mexikó                   |
| -------------------------------------------- | ----------- | ------------------------ |
| Bicek 31' (11-esből) Fister 58' Zerhusen 84' | Jegyzőkönyv | Mercado 8' Reyes 17' 21' |

| Dan Kulai, Los Angeles Nézőszám: 15 000 Játékvezető: Dan Kulai (kanadai) |

| 1960. november 6. |

| Mexikó                        | 3–0         | Egyesült Államok |
| ----------------------------- | ----------- | ---------------- |
| Mercado 5' Reyes 35' Díaz 38' | Jegyzőkönyv |                  |

| Azték stadion, Mexikóváros Nézőszám: 80 000 Játékvezető: Gabriel Sanchez (hondurasi) |

### 2. csoport
| Hely. | Csapat     | M | Gy | D | V | G+ | G– | Gk | P | Továbbjutás                  |     | Costa Rica | Honduras | Guatemala |
| ----- | ---------- | - | -- | - | - | -- | -- | -- | - | ---------------------------- | --- | ---------- | -------- | --------- |
| 1.    | Costa Rica | 4 | 2  | 1 | 1 | 13 | 8  | +5 | 5 | Bejutott a második fordulóba |     | —          | 5–0      | 3–2       |
| 2.    | Honduras   | 4 | 2  | 1 | 1 | 5  | 7  | −2 | 5 |                              |     | 2–1        | —        | 1–1       |
| 3.    | Guatemala  | 4 | 0  | 2 | 2 | 7  | 10 | −3 | 2 |                              | 4–4 | 0–2        | —        |           |

| 1960. augusztus 21. |

| Costa Rica              | 3–2         | Guatemala               |
| ----------------------- | ----------- | ----------------------- |
| Rojas 28' Ulloa 52' 58' | Jegyzőkönyv | Espinoza 1' Masella 35' |

| San José, Costa Rica Játékvezető: José A Sundheim (kolumbiai) |

| 1960. augusztus 28. |

| Guatemala                      | 4–4         | Costa Rica                    |
| ------------------------------ | ----------- | ----------------------------- |
| López 13' 49' 79' Espinoza 63' | Jegyzőkönyv | Jiménez 18' 57' Ulloa 35' 81' |

| Guatemalaváros, Guatemala Játékvezető: José A Sundheim (kolumbiai) |

| 1960. szeptember 4. |

| Honduras            | 2–1         | Costa Rica    |
| ------------------- | ----------- | ------------- |
| Suazo 10' Leaky 21' | Jegyzőkönyv | Rodríguez 46' |

| Tegucigalpa, Honduras Játékvezető: José A Sundheim (kolumbiai) |

| 1960. szeptember 11. |

| Costa Rica                                          | 5–0         | Honduras |
| --------------------------------------------------- | ----------- | -------- |
| Jiménez 31' 34' Ulloa 42' Rodríguez 69' Pearson 85' | Jegyzőkönyv |          |

| San José, Costa Rica Játékvezető: José A Sundheim (kolumbiai) |

| 1960. szeptember 25. |

| Honduras  | 1–1         | Guatemala |
| --------- | ----------- | --------- |
| Suazo 59' | Jegyzőkönyv | López 28' |

| Tegucigalpa, Honduras Játékvezető: Roy Mende (salvadori) |

| 1960. október 2. |

| Guatemala | 0–2 Játék nélkül | Honduras |
| --------- | ---------------- | -------- |
|           |                  |          |

| Guatemalaváros, Guatemala |

#### Rájátszás
Costa Rica és Honduras egyenlő pontszámmal végzett és semleges pályán játszottak egy harmadik mérkőzést, hogy eldöntsék ki jut tovább a második körbe.
| 1961. január 14. |

| Costa Rica    | 1–0         | Honduras |
| ------------- | ----------- | -------- |
| Rodríguez 29' | Jegyzőkönyv |          |

| Guatemalaváros, Guatemala Nézőszám: 23 340 Játékvezető: Felipe Buergo (mexikói) |

### 3. csoport
| Hely. | Csapat           | M | Gy | D | V | G+ | G– | Gk | P | Továbbjutás                  |  | Holland Antillák | Suriname |
| ----- | ---------------- | - | -- | - | - | -- | -- | -- | - | ---------------------------- |  | ---------------- | -------- |
| 1.    | Holland Antillák | 2 | 1  | 1 | 0 | 2  | 1  | +1 | 3 | Bejutott a második fordulóba |  | —                | 0–0      |
| 2.    | Suriname         | 2 | 0  | 1 | 1 | 1  | 2  | −1 | 1 |                              |  | 1–2              | —        |

| 1960. október 2. |

| Suriname      | 1–2         | Holland Antillák |
| ------------- | ----------- | ---------------- |
| Foe a Man 45' | Jegyzőkönyv | Dirksz 21' 45'   |

| Paramaribo, Suriname Játékvezető: Ovidio Orrego (kolumbiai) |

| 1960. november 27. |

| Holland Antillák | 0–0         | Suriname |
| ---------------- | ----------- | -------- |
|                  | Jegyzőkönyv |          |

| Willemstad, Holland Antillák Játékvezető: Arturo Yamasaki (mexikói) |

## Második forduló
| Hely. | Csapat           | M | Gy | D | V | G+ | G– | Gk  | P | Továbbjutás                                  |     | Mexikó | Costa Rica | Holland Antillák |
| ----- | ---------------- | - | -- | - | - | -- | -- | --- | - | -------------------------------------------- | --- | ------ | ---------- | ---------------- |
| 1.    | Mexikó           | 4 | 2  | 1 | 1 | 11 | 2  | +9  | 5 | Bejutott a CCCF/NAFC–CONMEBOL pótselejtezőbe |     | —      | 4–1        | 7–0              |
| 2.    | Costa Rica       | 4 | 2  | 0 | 2 | 8  | 6  | +2  | 4 |                                              |     | 1–0    | —          | 6–0              |
| 3.    | Holland Antillák | 4 | 1  | 1 | 2 | 2  | 13 | −11 | 3 |                                              | 0–0 | 2–0    | —          |                  |

| 1961. március 22. |

| Costa Rica | 1–0         | Mexikó |
| ---------- | ----------- | ------ |
| Goban 51'  | Jegyzőkönyv |        |

| La Sabana, San José, Costa Rica Nézőszám: 35 000 Játékvezető: Eunápio Gouveia de Queiro (brazil) |

| 1961. március 29. |

| Costa Rica                                                  | 6–0         | Holland Antillák |
| ----------------------------------------------------------- | ----------- | ---------------- |
| Ulloa 12' Quesada 28' 89' Rojas 33' Rodríguez 42' Monge 50' | Jegyzőkönyv |                  |

| La Sabana, San José, Costa Rica Játékvezető: Alberto Tejada Burga (perui) |

| 1961. április 5. |

| Mexikó                                            | 7–0         | Holland Antillák |
| ------------------------------------------------- | ----------- | ---------------- |
| Flores 28' 52' 64' Reyes 45' 75' González 65' 80' | Jegyzőkönyv |                  |

| Estadio Olímpico Universitario, Mexikóváros Játékvezető: Raymond Morgan (kanadai) |

| 1961. április 12. |

| Mexikó                                            | 4–1         | Costa Rica |
| ------------------------------------------------- | ----------- | ---------- |
| Flores 11' Cárdenas 31' Gutiérrez 77' Mercado 87' | Jegyzőkönyv | Grant 54'  |

| Estadio Olímpico Universitario, Mexikóváros Nézőszám: 80 000 Játékvezető: José Antonio Sundheim (kolumbiai) |

| 1961. április 23. |

| Holland Antillák | 2–0         | Costa Rica |
| ---------------- | ----------- | ---------- |
| Loran 30' 34'    | Jegyzőkönyv |            |

| Willemstad, Holland Antillák Játékvezető: Trapote López (venezuelai) |

| 1961. május 21. |

| Holland Antillák | 0–0         | Mexikó |
| ---------------- | ----------- | ------ |
|                  | Jegyzőkönyv |        |

| Willemstad, Holland Antillák Játékvezető: Leo Goldstein (amerikai) |

## Interkontinentális pótselejtező
| Hely. | Csapat   | M | Gy | D | V | G+ | G– | Gk | P | Továbbjutás                          |  | Mexikó | Paraguay |
| ----- | -------- | - | -- | - | - | -- | -- | -- | - | ------------------------------------ |  | ------ | -------- |
| 1.    | Mexikó   | 2 | 1  | 1 | 0 | 1  | 0  | +1 | 3 | Kijutott az 1962-es világbajnokságra |  | —      | 1–0      |
| 2.    | Paraguay | 2 | 0  | 1 | 1 | 0  | 1  | −1 | 1 |                                      |  | 0–0    | —        |

## Kijutott csapatok
Az alábbi csapat jutott ki a CONCACAF-zónából az 1962-es labdarúgó-világbajnokságra.
| Csapat | Kijutás                                                     | Kijutás dátuma    | Korábbi részvételek a világbajnokságon1 |
| ------ | ----------------------------------------------------------- | ----------------- | --------------------------------------- |
| Mexikó | CCCF/NAFC–CONMEBOL interkontinentális pótselejtező győztese | 1961. november 5. | 4 (1930, 1950, 1954, 1958)              |